# 남부 사미어
남부 사미어(남부 사미어: åarjelsaemien gïele 오아르옐레새미엔 크엘레)는 노르웨이 스노사, 뢰위르비크, 뢰로스, 하트피엘달 등지에서 사용되는 사미어 중 하나이다. 사용 인구는 약 600명이다.